# Stiphropus duriusculus
Stiphropus duriusculus är en spindelart som först beskrevs av Simon 1885.  Stiphropus duriusculus ingår i släktet Stiphropus och familjen krabbspindlar. Inga underarter finns listade i Catalogue of Life.